# Alfons Zettler
Alfons Zettler (* 23. Oktober 1953 in Hamburg) ist ein deutscher Historiker.

Alfons Zettler studierte nach dem Abitur am Alexander-von-Humboldt-Gymnasium Konstanz ab 1972 an der Universität Freiburg, zunächst Kunstgeschichte, Klassische Archäologie und Ur- und Frühgeschichte, ab 1974 Geschichte und Anglistik. Nach dem Magister 1979 und der Promotion 1984 bei Karl Schmid war er dort Assistent und habilitierte sich 1994. Von 1998 bis 2019 war er Professor für mittelalterliche Geschichte an der Universität Dortmund.
Neben Schule und Studium arbeitete er ab 1970 für die Bau- und Kunstdenkmalpflege des Landesdenkmalamts Freiburg. 1978/79 leitete er eine archäologische Untersuchung in der Pfalz in Reichenau, ab 1980 führte er Grabungen im ehemaligen Reichenauer Kloster in Mittelzell durch sowie baugeschichtliche Untersuchungen an St. Georg (Reichenau-Oberzell).
Sein Forschungsschwerpunkt ist die Geschichte und Archäologie der Spätantike und des Mittelalters. Zu seinen Forschungsprojekten zählen Schreibenlernen im Mittelalter, die Edition frühmittelalterlicher Necrologien, Stiftung und Memoria zwischen Antike und Mittelalter, Burg und Bergbau im Mittelalter (unter anderem Ausgrabung der Birkenburg bei St. Ulrich im Schwarzwald) sowie die Funktionen der mittelalterlichen Adelsburg. Er sprach sich im Gegensatz zur Forschung für eine Gründung des Klosters Säckingen erst nach dem Tod des heiligen Fridolin „wahrscheinlich im Verlauf des 8. Jahrhunderts“ aus. Er veröffentlichte 2003 zur Geschichte des Herzogtums Schwaben eine Darstellung, die schwerpunktmäßig die Zeit von der Spätantike bis zum 10. Jahrhundert behandelt.

## Schriften (Auswahl)
- Die frühen Klosterbauten der Reichenau. Ausgrabungen – Schriftquellen – St. Galler Klosterplan (= Archäologie und Geschichte. Freiburger Forschungen zum ersten Jahrtausend in Südwestdeutschland. Bd. 3). Thorbecke, Sigmaringen 1988 (Dissertation).
- mit Roland Rappmann: Die Reichenauer Mönchsgemeinschaft und ihr Totengedenken im frühen Mittelalter (= Archäologie und Geschichte. Freiburger Forschungen zum ersten Jahrtausend in Südwestdeutschland. Bd. 5). Thorbecke, Sigmaringen 1998.
- mit Walter Berschin: Egino von Verona – Gründer von Reichenau-Niederzell, 799 (= Reichenauer Texte und Bilder. Bd. 8). Thorbecke, Sigmaringen 1999.
- Offerenteninschriften auf den frühchristlichen Mosaikfußböden Venetiens und Istriens (= Ergänzungsbände zum Reallexikon der Germanischen Altertumskunde. Bd. 26). De Gruyter, Berlin/New York 2000 (Habilitationsschrift).
- Geschichte des Herzogtums Schwaben. Kohlhammer, Stuttgart 2003.
- mit Thomas Zotz (Hrsg.): Die Burgen im mittelalterlichen Breisgau (= Archäologie und Geschichte. Freiburger Forschungen zum ersten Jahrtausend in Südwestdeutschland. Bde. 14–16). Thorbecke, Sigmaringen 2003–2009.
- Spätantike und Frühes Mittelalter (= Unterricht Geschichte. Themen – Materialien – Medien. Reihe A, Bd. 5). Aulis-Verlag Deubner, Köln 2004.